# Евгения Римска
Евгения Римска е раннохристиянска светица и мъченица, за която християнското предание казва, че е била убита в самия ден Рождество Христово, през  262 г., при управлението на римския император Галиен.
Православната църква почита паметта й на 24 декември (Бъдни вечер). В този смисъл, денят е и имен ден за хора с имена като: Евгени, Евгения, Ния, Жени, Бистра, Благороден, Благородна, Малик, Мален, Малена, Малин.

## Житие
Според агиографията, Евгения е римлянка по народност, от знатни родители, и езичница по рождение, но отрано приема християнството. Отличава се красотата си и получава бляскаво образование. Баща й Филип, който е представян в житиетата й, като управител на град Александрия и на целия Египет, както и майка й Клавдия, явно не знаят, че се покръстила и че замисля да се посвети на новата си религия, като стане отшелница. Затова са покрусени от изчезването й, когато тя тайно заминава с двама техни роби или освобожденици (либертини) -  Прот и Якинт/Хиацинт, които също стават християни.
Понеже из околността няма женски манастир, Евгения се приютява в мъжки, представяйки се там за богат юноша, желаещ да стане монах. Без да я разкрият монасите, като жена, тя се подлага на кръстителски ритуал и се включва в техния орден, а след като игуменът умира - получава поста му.
Благодарение на посвещението си Евгения придобива способността да изцерява бедните чрез молитва и известно време се изявява, като лечител. Обаче някоя си Мелантия, вдовица и една от пациентките на мнимия монах, се влюбва в него и като не среща взаимност намисля да му отмъсти за отхвърлянето си. Така че наклеветената от нея Евгения, която тя се опитва да изкара свой прелъстител и я набеждава в опит за изнасилване, се вижда принудена да съобщи на съдията (който е самият Филип, баща й) действителния си пол. В резултат Евгения е върната при семейството си, което не само я приема радушно и не я укорява, че е станала християнка, но и последва примера й.
След това Филип е уволнен или остава на власт, но впоследствие е убит. След смъртта му домочадието му се мести обратно в Рим и се настанява в крайградско имение. Там Евгения се сприятелява с младата аристократка Васила/Василия и я покръства. При поредното гонение над християните, двете жени, както и техните съмишленици Прот и Якинт (за които се твърди, че пострадали, задето не искали да вземат участие в едно езическо жертвоприношение) са измъчвани и посечени с меч (обезглавени). Клавдия погребва дъщеря си в своето имение извън града, а скоро умира и тя самата, предупредена насън от Евгения, че това ще се случи.